# جوش إيفانز (ممثل)
جوش إيفانز (بالإنجليزية: Josh Evans)‏ هو كاتب سيناريو ومخرج وممثل أمريكي، ولد في 16 يناير 1971 بنيويورك في الولايات المتحدة.

## وصلات خارجية
- جوش إيفانز على موقع IMDb (الإنجليزية)
- جوش إيفانز على موقع روتن توميتوز (الإنجليزية)
- جوش إيفانز على موقع ألو سيني (الفرنسية)
- جوش إيفانز على موقع أول موفي (الإنجليزية)
- جوش إيفانز على موقع قاعدة بيانات الأفلام السويدية (السويدية)
- جوش إيفانز على موقع قاعدة بيانات الفيلم (الإنجليزية)
- جوش إيفانز على موقع كينوبويسك (الروسية)